# Primera Liga de Eslovenia 2017-18
La Primera Liga de Eslovenia 2017-18 fue la edición número 27 de la Primera Liga de Eslovenia. La temporada comenzó el 15 de julio de 2017 y terminó el 27 de mayo de 2018. Olimpija Ljubljana se proclamó campeón.
El mejor jugador del torneo fue Senijad Ibričić, así como el mejor portero fue Jasmin Handanović.

## Formato
Los diez equipos participantes jugaron entre sí todos contra todos cuatro veces totalizando treinta y seis partidos cada uno, al término de la fecha treinta y seis el primer clasificado obtuvo un cupo para la segunda ronda de la Liga de Campeones 2018-19, mientras que el segundo y tercer clasificado obtuvieron un cupo para la primera ronda de la Liga Europea 2018-19; por otro lado el último clasificado descendió a la Segunda Liga de Eslovenia 2018-19, mientras que el noveno clasificado jugó el Play-off de relegación contra el segundo clasificado de la Segunda Liga de Eslovenia 2017-18 para determinar cual de los dos jugará en la Primera Liga de Eslovenia 2018-19.
Un tercer cupo para la primera ronda de la Liga Europea 2018-19 es asignado al campeón de la Copa de Eslovenia.

## Equipos participantes
| Equipo             | Entrenador       | Estadio                 | Capacidad |
| ------------------ | ---------------- | ----------------------- | --------- |
| NK Aluminij        | Oliver Bogatinov | Aluminij Sports Park    | 532       |
| Ankaran Hrvatini   | Vlado Badžim     | Dravograd Sports Centre | 1.918     |
| NK Celje           | Dušan Kosič      | Stadion Z'dežele        | 13.059    |
| NK Domžale         | Simon Rožman     | Domžale Sports Park     | 3.100     |
| ND Gorica          | Miran Srebrnič   | Nova Gorica Sports Park | 3.100     |
| NK Krško           | Alen Ščulac      | Stadion Matija Gubec    | 1.470     |
| NK Maribor         | Darko Milanič    | Estadio Ljudski vrt     | 12.702    |
| Olimpija Ljubljana | Igor Bišćan      | Estadio Stožice         | 16.038    |
| Rudar Velenje      | Marijan Pušnik   | Stadion Ob Jezeru       | 2.341     |
| Triglav Kranj      | Siniša Brkić     | Stanko Mlakar Stadium   | 2.060     |

### Ascensos y descensos
| Pos. | A Primera Liga 2017-18 |
| ---- | ---------------------- |
| 1    | Triglav Kranj          |
| 3    | Ankaran Hrvatini       |

| Pos. | A Segunda Liga 2017-18 |
| ---- | ---------------------- |
| 6    | Koper                  |
| 10   | Radomlje               |

1. ↑  El Dob declinó competir por la promoción de ascenso.
2. ↑  El Koper no obtuvo licencia para competir bajo la NZS y fue relegado a la Liga Intercomunal.

## Clasificación
| Pos. | Equipo                 | Pts. | PJ | G  | E  | P  | GF | GC | Dif. | Clasificación 2018–19                 |
| ---- | ---------------------- | ---- | -- | -- | -- | -- | -- | -- | ---- | ------------------------------------- |
| 1    | Olimpija Ljubljana (C) | 80   | 36 | 23 | 11 | 2  | 61 | 17 | +44  | Primera ronda de la Liga de Campeones |
| 2    | Maribor                | 80   | 36 | 24 | 8  | 4  | 76 | 28 | +48  | Primera ronda de la Liga Europa       |
| 3    | Domžale                | 73   | 36 | 22 | 7  | 7  | 79 | 31 | +48  | Primera ronda de la Liga Europa       |
| 4    | Rudar Velenje          | 50   | 36 | 15 | 5  | 16 | 50 | 49 | +1   | Primera ronda de la Liga Europa       |
| 5    | Celje                  | 50   | 36 | 14 | 8  | 14 | 56 | 51 | +5   |                                       |
| 6    | Gorica                 | 47   | 36 | 14 | 5  | 17 | 40 | 48 | −8   |                                       |
| 7    | Krško                  | 34   | 36 | 9  | 7  | 20 | 36 | 61 | −25  |                                       |
| 8    | Aluminij               | 33   | 36 | 8  | 9  | 19 | 40 | 63 | −23  |                                       |
| 9    | Triglav Kranj (O)      | 28   | 36 | 7  | 7  | 22 | 29 | 68 | −39  | Play-off de relegación                |
| 10   | Ankaran Hrvatini       | 26   | 36 | 5  | 11 | 20 | 33 | 84 | −51  | Descenso de categoría                 |

 Fuente: Sitio oficial
Criterios de clasificación: Puntos · Puntos entre uno-a-uno · Diferencia de gol entre uno-a-uno · Goles de visita entre uno-a-uno · Diferencia de gol · Goles conseguidos · Gol de visita · Ranking de fair play · Empates.
1. Olimpija Ljubljana se posicionó más arriba que Maribor por la regla "goles de visita entre uno-a-uno": Olimpija le anotó 3 goles en su visita al Maribor, mientras que el Maribor le anotó solo 1 gol en su visita al Olimpija.
2. Olimpija Ljubljana clasificó a la primera ronda de la Liga Europa por ser el campeón de la Copa Eslovenia. Sin embargo, como ha clasificado a la primera ronda de la Liga de Campeones por su clasificación en la liga como primero y campeón, el cupo pasó al siguiente, siendo ocupado por el puesto 4#.
3. Rudar Velenje se posicionó más arriba que Celje por la regla "puntos entre uno-a-uno": entre los 4 encuentro de ambos, Rudar sacó 9 puntos mientras que Celje solo 3.

## Resultados
En la siguiente se muestran dos tablas, la primera muestra los resultados de la primera temporada, de partidos de ida y vuelta. La segunda muestra los resultados de la segunda temporada, de partidos de ida y vuelta. Cada equipo jugó cuatro partidos con el mismo rival.
| Local \ Visitante  | ALU | ANK | CEL | DOM | GOR | KRS | MAR | OLI | RUD | TRI |
| ------------------ | --- | --- | --- | --- | --- | --- | --- | --- | --- | --- |
| Aluminij           | —   | 1–1 | 2–2 | 0–1 | 0–3 | 4–2 | 2–3 | 1–2 | 0–2 | 2–0 |
| Ankaran Hrvatini   | 1–1 | —   | 1–2 | 1–3 | 0–2 | 1–1 | 1–5 | 1–3 | 0–3 | 0–0 |
| Celje              | 1–2 | 4–1 | —   | 1–1 | 1–0 | 0–0 | 2–1 | 0–0 | 2–1 | 1–1 |
| Domžale            | 2–2 | 6–0 | 4–0 | —   | 1–1 | 1–0 | 0–1 | 1–0 | 0–1 | 6–1 |
| Gorica             | 1–0 | 2–2 | 2–1 | 1–3 | —   | 2–1 | 0–3 | 0–2 | 1–0 | 0–3 |
| Krško              | 2–0 | 2–2 | 3–1 | 4–2 | 2–1 | —   | 0–5 | 2–4 | 0–3 | 1–1 |
| Maribor            | 1–0 | 1–0 | 0–0 | 0–0 | 2–1 | 3–2 | —   | 1–0 | 1–0 | 0–0 |
| Olimpija Ljubljana | 4–0 | 1–0 | 3–1 | 1–0 | 2–1 | 1–0 | 0–0 | —   | 4–0 | 3–0 |
| Rudar Velenje      | 0–0 | 3–1 | 2–1 | 2–1 | 2–0 | 0–1 | 1–2 | 0–0 | —   | 1–2 |
| Triglav Kranj      | 0–3 | 1–3 | 0–2 | 0–1 | 1–3 | 3–1 | 2–3 | 0–0 | 1–2 | —   |

| Local \ Visitante  | ALU | ANK | CEL | DOM | GOR | KRS | MAR | OLI | RUD | TRI |
| ------------------ | --- | --- | --- | --- | --- | --- | --- | --- | --- | --- |
| Aluminij           | —   | 1–1 | 1–2 | 1–2 | 1–0 | 1–1 | 0–2 | 0–2 | 1–3 | 3–1 |
| Ankaran Hrvatini   | 2–1 | —   | 0–2 | 0–4 | 0–2 | 0–0 | 0–3 | 0–3 | 3–2 | 2–0 |
| Celje              | 2–2 | 7–1 | —   | 2–1 | 2–0 | 5–0 | 0–4 | 1–1 | 1–3 | 5–2 |
| Domžale            | 6–1 | 4–0 | 1–0 | —   | 3–0 | 3–1 | 1–1 | 1–1 | 3–0 | 3–0 |
| Gorica             | 1–0 | 4–1 | 3–0 | 4–1 | —   | 2–0 | 0–6 | 0–1 | 1–1 | 0–2 |
| Krško              | 1–2 | 1–1 | 0–1 | 1–2 | 1–0 | —   | 1–2 | 0–1 | 1–0 | 2–0 |
| Maribor            | 0–0 | 5–1 | 3–2 | 1–2 | 2–0 | 0–2 | —   | 2–3 | 2–2 | 2–1 |
| Olimpija Ljubljana | 5–1 | 0–0 | 2–1 | 1–1 | 0–0 | 2–0 | 1–1 | —   | 4–0 | 2–0 |
| Rudar Velenje      | 4–2 | 2–3 | 2–1 | 1–4 | 0–1 | 3–0 | 1–3 | 1–1 | —   | 0–1 |
| Triglav Kranj      | 0–2 | 2–2 | 1–0 | 0–4 | 1–1 | 2–0 | 0–5 | 0–1 | 0–2 | —   |

## PrvaLiga play-off
El encuentro entre Triglav Kranj de la Primera Liga (9#), y el Drava Ptuj de la segunda liga (2#) fue disputada en junio de 2018 para definir la permanencia de Triglav Kranj en la máxima categoría o el ascenso del Drava Ptuj. Luego de los encuentros Triglav Kranj al ganar ambos encuentros logró permanecer en la Primera Liga.
| 2 de junio de 2018, 17:00 | Drava Ptuj | 1:2 (1:0) | Triglav Kranj           | Ptuj City Stadium, Ptuj                            |                                                    |
|                           | Rešek 14'  | Reporte   | Zec 61' · Poplatnik 81' | Asistencia: 800 espectadores Árbitro(s): Matej Jug | Asistencia: 800 espectadores Árbitro(s): Matej Jug |

| 6 de junio de 2018, 16:30 | Triglav Kranj                               | 4:2 (2:2) (Global 6:3) | Drava Ptuj     | Stanko Mlakar Stadium, Kranj                             |                                                          |
|                           | Elsner 42' · Poplatnik 44' 81' · Majcen 51' | Reporte                | Bizjak 30' 34' | Asistencia: 1.500 espectadores Árbitro(s): Dejan Balažič | Asistencia: 1.500 espectadores Árbitro(s): Dejan Balažič |

## Goleadores
fuente: Soccerway
| Pos. | Jugador         | Club               | Goles |
| ---- | --------------- | ------------------ | ----- |
| 1    | Luka Zahović    | Maribor            | 18    |
| 2    | Marcos Tavares  | Maribor            | 17    |
| 3    | Matej Poplatnik | Triglav Kranj      | 16    |
| 4    | Lovro Bizjak    | Domžale            | 13    |
| 5    | Miljan Škrbić   | Krško              | 11    |
| 5    | Rudi Požeg      | Celje              | 11    |
| 7    | Ricardo Alves   | Olimpija Ljubljana | 10    |
| 7    | Dominik Radić   | Rudar Velenje      | 10    |
| 9    | Issah Abass     | Olimpija Ljubljana | 9     |
| 9    | Senijad Ibričić | Domžale            | 9     |